# Дондуково
Дондуково (болг. Дондуково) — село в Болгарии. Находится в Монтанской области, входит в общину Брусарци. Население составляет 436 человек.

## Политическая ситуация
В местном кметстве Дондуково, в состав которого входит Дондуково, должность кмета (старосты) исполняет Румен Йосифов Савов (Болгарская социалистическая партия (БСП)) по результатам выборов.
Кмет (мэр) общины Брусарци — Юлия Робинзонова Каменова (Коалиция в составе 2 партий: Граждане за европейское развитие Болгарии (ГЕРБ), Национальное движение «Симеон Второй» (НДСВ)) по результатам выборов.